# Voices in My Head
«Voices in My Head» es una canción de la banda estadounidense de rock Falling in Reverse. Fue lanzado el 28 de mayo de 2022 a través de Epitaph Records. La canción fue lanzada como tercer sencillo de su próximo quinto álbum de estudio Popular Monster. La canción fue producida nuevamente por el vocalista de DangerKids, Tyler Smyth y por el vocalista Ronnie Radke. La canción marca el regreso de Tyler Burgess a la banda.

## Promoción y lanzamiento
La banda lanzó la canción a través de Epitaph Records acompañada de cartel de su próxima gira con Papa Roach, Hollywood Undead y Bad Wolves llamada "Rockzilla Summer Tour". La canción alcanzó las 12 millones de reproducciones en solo una semana en todas las plataformas. Además, la canción alcanzó 1 millón de visitas en solo una semana en YouTube. Al igual que el sencillo anterior «Zombified», la canción formará parte del próximo EP de la banda llamado Neon Zombie, que se lanzará a fines de 2022.

## Composición y letra
La canción fue compuesta por Falling in Reverse y escrita por el vocalista Ronnie Radke y los productores/músicos Tyler Smyth, Charles Massabo y Cody Quistad, quienes habían colaborado en canciones anteriores. Con «Zombified» arrasando en la industria de la música y en algunos YouTubers políticos, solo Ronnie Radke tenía la fuerza de voluntad para volver a completarlo, haciendo que el evento fuera más grande que el anterior. Con «Voices In My Head», Radke va un paso más allá, proporcionando riffs mucho más pesados que «Zombified», lo que parecía imposible en ese momento.

## Vídeo musical
El video musical fue nuevamente dirigido por Jensen Noen, quien había dirigido videos musicales anteriores para la banda. Para el video musical, Ronnie quería proyectar algo diferente: 

"Quería capturar cómo es luchar con tu percepción pasada, presente y futura de ti mismo, y las voces en la cabeza de todos que les impiden desarrollar todo su potencial".

## Posicionamiento en listas
| Lista (2022)                                     | Mejor posición |
| ------------------------------------------------ | -------------- |
| Alemania (Rock Airplay) (Official German Charts) | 1              |
| Australia (ARIA Digital Tracks)                  | 45             |
| Estados Unidos (Digital Songs)                   | 25             |
| Estados Unidos (Alternative Airplay)             | 36             |
| Estados Unidos (Hot Rock & Alternative Songs)    | 19             |
| Estados Unidos (Mainstream Rock)                 | 5              |
| Estados Unidos (Rock & Alternative Airplay)      | 21             |
| Hungría (Single Top 40)                          | 30             |
| Nueva Zelanda (Hot Singles) (RMNZ)               | 40             |
| Reino Unido (UK Singles Sales)                   | 93             |
| Reino Unido (UK Download Chart)                  | 90             |

| Lista (2022)                                     | Posición |
| ------------------------------------------------ | -------- |
| Alemania (Rock Airplay) (Official German Charts) | 14       |
| EE. UU. (Hot Rock & Alternative Songs)           | 46       |

## Certificaciones
| País           | Organismo certificador | Certificación | Ventas certificadas | Ref.   |
| -------------- | ---------------------- | ------------- | ------------------- | ------ |
| Estados Unidos | RIAA                   | Oro           | 500 000             | [ 20 ] |